# Hypsiboas hutchinsi
Hypsiboas hutchinsi är en groddjursart som först beskrevs av William F. Pyburn och Hall 1984.  Hypsiboas hutchinsi ingår i släktet Hypsiboas och familjen lövgrodor. IUCN kategoriserar arten globalt som livskraftig. Inga underarter finns listade i Catalogue of Life.